# Preolímpico de Concacaf de 1968
El Preolímpico de Concacaf de 1968 fue el torneo clasificatorio de fútbol de América del Norte, América Central y el Caribe para los Juegos Olímpicos de México 1968.
Las selecciones calificadas fueron México (por ser el anfitrión), El Salvador y Guatemala.

## Equipos participantes
| Equipos participantes | Equipos participantes | Equipos participantes | Equipos participantes |
| --------------------- | --------------------- | --------------------- | --------------------- |
| Antillas Neerlandesas | Bermudas              | Canadá                | Costa Rica            |
| Cuba                  | República Dominicana  | Estados Unidos        | El Salvador           |
| Guayana Neerlandesa   | Guatemala             | Haití                 | Honduras              |
| Trinidad y Tobago     |                       |                       |                       |

- En cursiva las selecciones que participan por primera vez.

## Ruta 1
|  | Cuartos de final     | Cuartos de final     | Cuartos de final | Cuartos de final |   |          | Semifinal | Semifinal | Semifinal        | Semifinal        | Semifinal |   |  | Final | Final | Final | Final |  |
|  |                      |                      |                  |                  |   |          |           |           |                  |                  |           |   |  |       |       |       |       |  |
|  |                      |                      |                  |                  |   |          |           |           |                  |                  |           |   |  |       |       |       |       |  |
|  | Bermudas             | Bermudas             | 1                | 1                |   |          |           |           |                  |                  |           |   |  |       |       |       |       |  |
|  | Bermudas             | Bermudas             | 1                | 1                |   |          |           |           |                  |                  |           |   |  |       |       |       |       |  |
|  | Estados Unidos       | Estados Unidos       | 1                | 0                |   |          |           |           |                  |                  |           |   |  |       |       |       |       |  |
|  | Estados Unidos       | Estados Unidos       | 1                | 0                |   | Bermudas | Bermudas  | 1         | 0                | 1                |           |   |  |       |       |       |       |  |
|  |                      |                      |                  |                  |   | Bermudas | Bermudas  | 1         | 0                | 1                |           |   |  |       |       |       |       |  |
|  |                      |                      | Guatemala (pró.) | Guatemala (pró.) | 1 | 0        | 2         |           |                  |                  |           |   |  |       |       |       |       |  |
|  |                      |                      | Guatemala (pró.) | Guatemala (pró.) | 1 | 0        | 2         |           |                  |                  |           |   |  |       |       |       |       |  |
|  |                      |                      |                  |                  |   |          |           |           |                  |                  |           |   |  |       |       |       |       |  |
|  |                      |                      |                  |                  |   |          |           |           |                  |                  |           |   |  |       |       |       |       |  |
|  |                      |                      |                  |                  |   |          |           |           | Guatemala (pró.) | Guatemala (pró.) | 1         | 2 |  |       |       |       |       |  |
|  |                      |                      |                  |                  |   |          |           |           |                  |                  |           | 2 |  |       |       |       |       |  |
|  |                      |                      | Costa Rica       | Costa Rica       | 0 | 3        |           |           |                  |                  |           |   |  |       |       |       |       |  |
|  | República Dominicana | República Dominicana | Costa Rica       | Costa Rica       | 0 | 3        | 0         | 0         |                  |                  |           |   |  |       |       |       |       |  |
|  | República Dominicana | República Dominicana |                  |                  |   |          |           |           |                  |                  |           |   |  |       |       |       |       |  |
|  | Haití                | Haití                | 8                | 6                |   |          |           |           |                  |                  |           |   |  |       |       |       |       |  |
|  | Haití                | Haití                | 8                | 6                |   | Haití    | Haití     | 1         | 3                |                  |           |   |  |       |       |       |       |  |
|  |                      |                      |                  |                  |   | Haití    | Haití     | 1         | 3                |                  |           |   |  |       |       |       |       |  |
|  |                      |                      | Costa Rica       | Costa Rica       | 3 | 2        |           |           |                  |                  |           |   |  |       |       |       |       |  |
|  |                      |                      | Costa Rica       | Costa Rica       | 3 | 2        |           |           |                  |                  |           |   |  |       |       |       |       |  |
|  |                      |                      |                  |                  |   |          |           |           |                  |                  |           |   |  |       |       |       |       |  |
|  |                      |                      |                  |                  |   |          |           |           |                  |                  |           |   |  |       |       |       |       |  |
|  |                      |                      |                  |                  |   |          |           |           |                  |                  |           |   |  |       |       |       |       |  |
|  |                      |                      |                  |                  |   |          |           |           |                  |                  |           |   |  |       |       |       |       |  |

### Cuartos de final
| 1 de abril de 1967 | República Dominicana | 0:8 | Haití | Santo Domingo, República Dominicana |  |

| 22 de abril de 1967 | Haití                                                  | 6:0 (3:0) | República Dominicana | Estadio Sylvio Cator, Puerto Príncipe |                          |
|                     | Breton 10', 15' · Jacquot 26', 66' · Domingue 71', 73' |           |                      | Árbitro(s): Karl Stewart              | Árbitro(s): Karl Stewart |

| 21 de mayo de 1967 | Bermudas | 1:1 | Estados Unidos | Estadio Nacional, Hamilton                              |                                                         |
|                    | Daniels  |     | Benedek        | Asistencia: 5 832 espectadores Árbitro(s): Harry Sadler | Asistencia: 5 832 espectadores Árbitro(s): Harry Sadler |

| 27 de mayo de 1967 | Estados Unidos | 0:1 | Bermudas | Soldier Field, Chicago                                  |                                                         |
|                    |                |     | Daniels  | Asistencia: 1 200 espectadores Árbitro(s): Harry Sadler | Asistencia: 1 200 espectadores Árbitro(s): Harry Sadler |

### Semifinal
| 8 de octubre de 1967 | Costa Rica                       | 3:1 (3:0) | Haití      | Estadio Nacional, San José                                |                                                           |
|                      | Núñez 30' · F. Hernández 33' 36' |           | Pierre 61' | Asistencia: 19 500 espectadores Árbitro(s): Valentín Gazo | Asistencia: 19 500 espectadores Árbitro(s): Valentín Gazo |

| 9 de diciembre de 1967 | Haití                                       | 3:2 (0:0) | Costa Rica                   | Estadio Sylvio Cator, Puerto Príncipe |                          |
|                        | Désir 46' · Saint-Vil 57' (pen.) 72' (pen.) |           | Sáenz 53' · F. Hernández 62' | Árbitro(s): Karl Stewart              | Árbitro(s): Karl Stewart |

| 3 de diciembre de 1967 | Guatemala  | 1:1 (0:1) | Bermudas    | Estadio Mateo Flores, Ciudad de Guatemala                     |                                                               |
|                        | Chacón 52' |           | Romaine 43' | Asistencia: 35 000 espectadores Árbitro(s): Aristóteles Gómez | Asistencia: 35 000 espectadores Árbitro(s): Aristóteles Gómez |

| 10 de diciembre de 1967 | Bermudas | 0:0 (t. s.) | Guatemala | Prospect Stadium, Hamilton                               |  |
|                         |          |             |           | Asistencia: 9 000 espectadores Árbitro(s): Audley Brandt |  |

| 3 de marzo de 1968 | Guatemala                | 2:1 (0:1, 1:1) | Bermudas    | Estadio Flor Blanca, San Salvador                                 |                                                                   |
|                    | Alemán 90' · Roldán 105' |                | Romaine 25' | Asistencia: 30 000 espectadores Árbitro(s): Abel Aguilar Elizalde | Asistencia: 30 000 espectadores Árbitro(s): Abel Aguilar Elizalde |

### Final
| 26 de mayo de 1968 | Guatemala  | 1:0 (1:0) | Costa Rica | Estadio Mateo Flores, Ciudad de Guatemala                      |                                                                |
|                    | Valdéz 29' |           |            | Asistencia: 60 000 espectadores Árbitro(s): Theodorus Koetsier | Asistencia: 60 000 espectadores Árbitro(s): Theodorus Koetsier |

| 2 de junio de 1968 | Costa Rica                                 | 3:2 (1:1, 2:1) | Guatemala              | Estadio Nacional, San José                                        |                                                                   |
|                    | L. Hernández 18' (pen.) 47' · Elizondo 99' |                | Roldán 5' · Torres 93' | Asistencia: 35 000 espectadores Árbitro(s): Abel Aguilar Elizalde | Asistencia: 35 000 espectadores Árbitro(s): Abel Aguilar Elizalde |

## Ruta 2
|  | Cuartos de final    | Cuartos de final    | Cuartos de final      | Cuartos de final      |   |                   | Semifinal         | Semifinal | Semifinal | Semifinal |  |             | Final       | Final | Final | Final |  |
|  |                     |                     |                       |                       |   |                   |                   |           |           |           |  |             |             |       |       |       |  |
|  |                     |                     |                       |                       |   |                   |                   |           |           |           |  |             |             |       |       |       |  |
|  | El Salvador         | El Salvador         | 1                     |                       |   |                   |                   |           |           |           |  |             |             |       |       |       |  |
|  | El Salvador         | El Salvador         | 1                     |                       |   |                   |                   |           |           |           |  |             |             |       |       |       |  |
|  | Honduras            | Honduras            | 0                     | w.o.                  |   |                   |                   |           |           |           |  |             |             |       |       |       |  |
|  | Honduras            | Honduras            | 0                     | w.o.                  |   | El Salvador       | El Salvador       | 3         | 2         |           |  |             |             |       |       |       |  |
|  |                     |                     |                       |                       |   | El Salvador       | El Salvador       | 3         | 2         |           |  |             |             |       |       |       |  |
|  |                     |                     | Cuba                  | Cuba                  | 0 | 1                 |                   |           |           |           |  |             |             |       |       |       |  |
|  | Cuba                | Cuba                | Cuba                  | Cuba                  | 0 | 1                 | 1                 | 2         |           |           |  |             |             |       |       |       |  |
|  | Cuba                | Cuba                |                       |                       |   |                   |                   |           |           |           |  |             |             |       |       |       |  |
|  | Canadá              | Canadá              | 1                     | 1                     |   |                   |                   |           |           |           |  |             |             |       |       |       |  |
|  | Canadá              | Canadá              | 1                     | 1                     |   |                   |                   |           |           |           |  | El Salvador | El Salvador | 2     | 2     |       |  |
|  |                     |                     |                       |                       |   |                   |                   |           |           |           |  | El Salvador | El Salvador | 2     | 2     |       |  |
|  |                     |                     | Trinidad y Tobago     | Trinidad y Tobago     | 0 | 1                 |                   |           |           |           |  |             |             |       |       |       |  |
|  | Trinidad y Tobago   | Trinidad y Tobago   | Trinidad y Tobago     | Trinidad y Tobago     | 0 | 1                 | 1                 | 2         |           |           |  |             |             |       |       |       |  |
|  | Trinidad y Tobago   | Trinidad y Tobago   |                       |                       |   |                   |                   |           |           |           |  |             |             |       |       |       |  |
|  | Guayana Neerlandesa | Guayana Neerlandesa | 0                     | 5                     |   |                   |                   |           |           |           |  |             |             |       |       |       |  |
|  | Guayana Neerlandesa | Guayana Neerlandesa | 0                     | 5                     |   | Trinidad y Tobago | Trinidad y Tobago | 0         | 4         |           |  |             |             |       |       |       |  |
|  |                     |                     |                       |                       |   | Trinidad y Tobago | Trinidad y Tobago | 0         | 4         |           |  |             |             |       |       |       |  |
|  |                     |                     | Antillas Neerlandesas | Antillas Neerlandesas | 3 | 0                 |                   |           |           |           |  |             |             |       |       |       |  |
|  |                     |                     | Antillas Neerlandesas | Antillas Neerlandesas | 3 | 0                 |                   |           |           |           |  |             |             |       |       |       |  |
|  |                     |                     |                       |                       |   |                   |                   |           |           |           |  |             |             |       |       |       |  |
|  |                     |                     |                       |                       |   |                   |                   |           |           |           |  |             |             |       |       |       |  |
|  |                     |                     |                       |                       |   |                   |                   |           |           |           |  |             |             |       |       |       |  |
|  |                     |                     |                       |                       |   |                   |                   |           |           |           |  |             |             |       |       |       |  |

### Cuartos de final
| 21 de mayo de 1967 | Trinidad y Tobago | 1:0 (0:0) | Guayana Neerlandesa | Queen's Park Oval, Puerto España |  |
|                    | Small 57'         |           |                     |                                  |  |

| 12 de junio de 1967 | Guayana Neerlandesa | 5:2 | Trinidad y Tobago | Estadio Nacional, Paramaribo |  |

| 21 de junio de 1967 | Cuba         | 1:1 (1:0) | Canadá            | Clarke Stadium, Edmonton                               |                                                        |
|                     | Verdecia 30' |           | Hansen 75' (pen.) | Asistencia: 4 000 espectadores Árbitro(s): Raúl Osorio | Asistencia: 4 000 espectadores Árbitro(s): Raúl Osorio |

| 24 de junio de 1967 | Canadá     | 1:2 (0:0) | Cuba            | Clarke Stadium, Edmonton       |                                |
|                     | Hansen 57' |           | Fariñas 82' 87' | Asistencia: 3 000 espectadores | Asistencia: 3 000 espectadores |

| 1967                                                       | El Salvador | 1:0 | Honduras |  |  |
| El Salvador se clasificó luego de la retirada de Honduras. |             |     |          |  |  |

### Semifinal
| 3 de noviembre de 1967 | Antillas Neerlandesas         | 3:0 (1:0) | Trinidad y Tobago | Estadio del Rif, Willemstad  |                              |
|                        | Sillië 32' · Martina 50', 56' |           |                   | Árbitro(s): Sergio Chechelev | Árbitro(s): Sergio Chechelev |

| 12 de noviembre de 1967 | Trinidad y Tobago                              | 4:0 (2:0) | Antillas Neerlandesas | Queen's Park Oval, Puerto España |  |
|                         | Corneal 5' · Small 19' 89' · Flores 69' (a.g.) |           |                       |                                  |  |

| 26 de noviembre de 1967 | El Salvador                        | 3:0 (2:0) | Cuba | Estadio Flor Blanca, San Salvador |                        |
|                         | Flores 15' · Díaz 30' · Méndez 75' |           |      | Árbitro(s): Larry King            | Árbitro(s): Larry King |

| 2 de diciembre de 1967 | Cuba       | 1:2 (1:1) | El Salvador              | Estadio Pedro Marrero, La Habana |                                 |
|                        | Dalmau 38' |           | Flores 42' · Barraza 68' | Asistencia: 14 000 espectadores  | Asistencia: 14 000 espectadores |

### Final
| 19 de mayo de 1968 | El Salvador              | 2:0 (2:0) | Trinidad y Tobago | Estadio Flor Blanca, San Salvador |                              |
|                    | Martínez 5' · Méndez 25' |           |                   | Árbitro(s): Juan José Corado      | Árbitro(s): Juan José Corado |

| 26 de mayo de 1968 | Trinidad y Tobago | 1:2 | El Salvador     | Queen's Park Oval, Puerto España |  |
|                    | Desconocido       |     | Martínez 7' 20' |                                  |  |

## Calificados
| Bandera de México | Bandera de El Salvador | Bandera de Guatemala |
| México            | El Salvador            | Guatemala            |
| Anfitrión         |                        |                      |

## Estadísticas
| Pos. | Equipo                | Pts | PJ | PG | PE | PP | GF | GC | Dif. | Rend. |
| ---- | --------------------- | --- | -- | -- | -- | -- | -- | -- | ---- | ----- |
| 1    | El Salvador           | 8   | 4  | 4  | 0  | 0  | 9  | 2  | 7    | 100%  |
| 2    | Guatemala             | 6   | 5  | 2  | 2  | 1  | 6  | 5  | 1    | 60%   |
| 3    | Costa Rica            | 4   | 4  | 2  | 0  | 2  | 8  | 7  | 1    | 50%   |
| 4    | Trinidad y Tobago     | 4   | 6  | 2  | 0  | 4  | 8  | 12 | -4   | 33.3% |
| 5    | Haití                 | 6   | 4  | 3  | 0  | 1  | 18 | 5  | 13   | 75%   |
| 6    | Bermudas              | 5   | 5  | 1  | 3  | 1  | 4  | 4  | 0    | 50%   |
| 7    | Cuba                  | 3   | 4  | 1  | 1  | 2  | 4  | 7  | -3   | 37.5% |
| 8    | Antillas Neerlandesas | 2   | 2  | 1  | 0  | 1  | 3  | 4  | -1   | 50%   |
| 9    | Guayana Neerlandesa   | 2   | 2  | 1  | 0  | 1  | 3  | 5  | -2   | 50%   |
| 10   | Canadá                | 1   | 2  | 0  | 1  | 1  | 2  | 3  | -1   | 25%   |
| 11   | Estados Unidos        | 1   | 2  | 0  | 1  | 1  | 1  | 2  | -1   | 25%   |
| 12   | República Dominicana  | 0   | 2  | 0  | 0  | 2  | 0  | 14 | -14  | 0%    |